# یواس‌اس آپولو (ای‌اس-۲۵)
یواس‌اس آپولو (ای‌اس-۲۵) (به انگلیسی: USS Apollo (AS-25)) یک زیردریایی بود که طول آن ۴۹۲ فوت (۱۵۰ متر) بود. این زیردریایی در سال ۱۹۴۳ ساخته شد.